# Ириэ, Такаси
Такаси Ириэ (яп. 入江隆 Ириэ Такаси, р. 10 мая 1958 года) — японский борец вольного стиля, чемпион Азии и Азиатских игр, призёр Олимпийских игр.

## Биография
Родился в 1958 году в деревне в префектуре Ибараки (сейчас это место находится на территории города Хокота). В 1979 году стал чемпионом Азии. В 1978 году стал чемпионом Азиатских игр в Бангкоке. В 1984 году завоевал серебряную медаль Олимпийских игр в Лос-Анджелесе. В 1986 году стал бронзовым призёром Азиатских игр в Сеуле.